# Eiga Monogatari

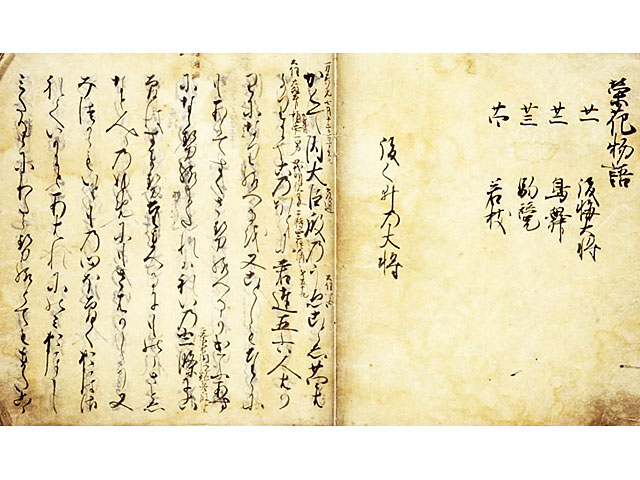
Eiga Monogatari

Das Eiga Monogatari (jap. 栄花物語, auch 栄華物語, dt. „Erzählung von den blühenden Blüten“ oder „Erzählung von Glanz und Pracht“) gilt als erstes Geschichtswerk in japanischer Sprache und frühestes Werk historischer Erzählung (歴史物語, rekishi monogatari). Es entstand in der Heian-Zeit, zwischen 1028 und 1107, und umfasst insgesamt 40 Maki (Rollen). Der Autor ist nicht eindeutig bestimmbar, gemeinhin wird angenommen, dass die Hofdame Akazome Emon die Verfasserin des Eiga Monogatari war.
Der Hauptteil des Eiga Monogatari, das sind die ersten 30 Maki (seihen 正編), beschreibt die Ereignisse von der Regierungszeit des Uda Tennō bis zur Regierungszeit von Tennō Go-Ichijō. Der zweite Teil, die übrigen 10 Maki (zokuhen 続編), umfassen die Ereignisse bis zum Jahr 1092 der Regierungszeit des 73. Tennō Horikawa. Es umfasst damit einen Zeitraum von 205 Jahren und wird häufig auch als Yotsugi Monogatari (世継物語, Erzählung von der Generationenfolge) bezeichnet. Im Mittelpunkt des Monogatari stehen die ruhmreichen Taten von Fujiwara no Michinaga.
Das Eiga Monogatari knüpft an die Sechs Reichsannalen (Rikkokushi) an, die in Kanbun verfasst sind und geschichtliche Ereignisse bis 887 beinhalten. Es versteht sich damit u. a. als Fortsetzung des Nihon Sandai Jitsuroku.